# Odontomyia neodorsalis
Odontomyia neodorsalis är en tvåvingeart som beskrevs av Miller 1950. Odontomyia neodorsalis ingår i släktet Odontomyia och familjen vapenflugor. Inga underarter finns listade i Catalogue of Life.